# 파나얘르비 국립공원

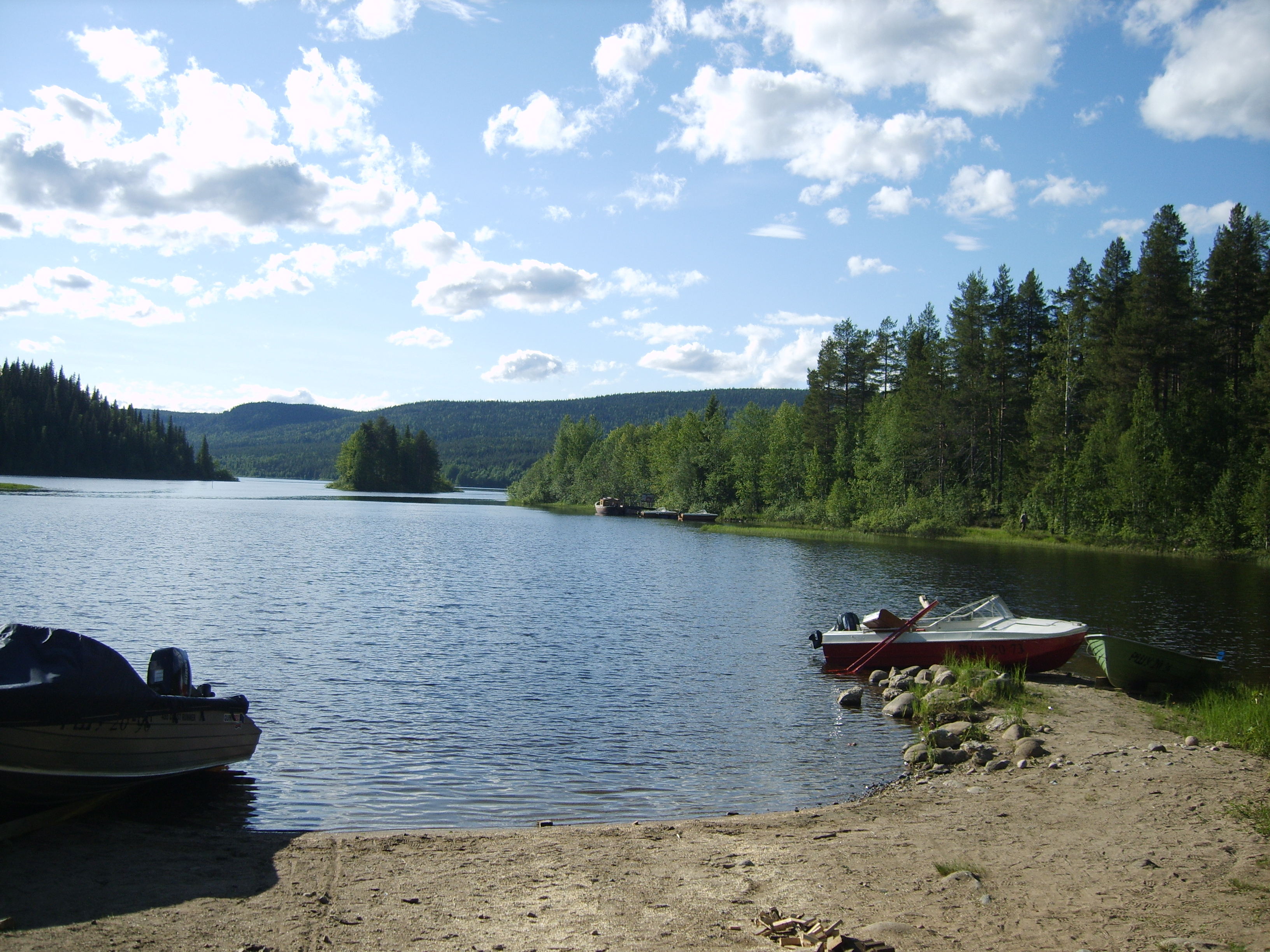

파나얘르비 국립공원(러시아어: Национальный парк «Паанаярви», 핀란드어: Paanajärven kansallispuisto)은 러시아 연방 북서부 카렐리야 공화국 북서부에 있는 국립공원이다. 1992년 설치되었다.
핀란드-러시아 국경에 근접해 있다. 면적 1,043.71 평방킬로미터로, 스칸디나비아·러시아 타이가의 원시림을 보존하고 있다. 서쪽으로는 핀란드의 오울란카 국립공원과 접한다.

## 같이 보기
- 분류:타이가·북방수림